# Orphnoxanthus
Orphnoxanthus is een geslacht van kreeftachtigen uit de klasse van de Malacostraca (hogere kreeftachtigen).

## Soort
- Orphnoxanthus microps (Alcock & Anderson, 1894)